# Большой Ларьяк
Большо́й Ларья́к — деревня в России, находится в Нижневартовском районе, Ханты-Мансийского автономного округа — Югры. Расположена на левом берегу реки Польшой Пасол, близ озера Эллепугол-Эмтор. Входит в состав Сельского поселения Ларьяк.
Население на 1 января 2008 года составляло 44 человека.
Почтовый индекс — 628650, код ОКАТО — 71119920002.

## Статистика населения
| Год  | Численность постоянного населения (среднегодовая) |
| ---- | ------------------------------------------------- |
| 2002 |                                                   |
| 2008 | 44                                                |
| 2010 |                                                   |

## Климат
Климат резко континентальный, зима суровая, с сильными ветрами и метелями, продолжающаяся семь месяцев. Лето относительно тёплое, но быстротечное.